# Schnecke (Gebäck)

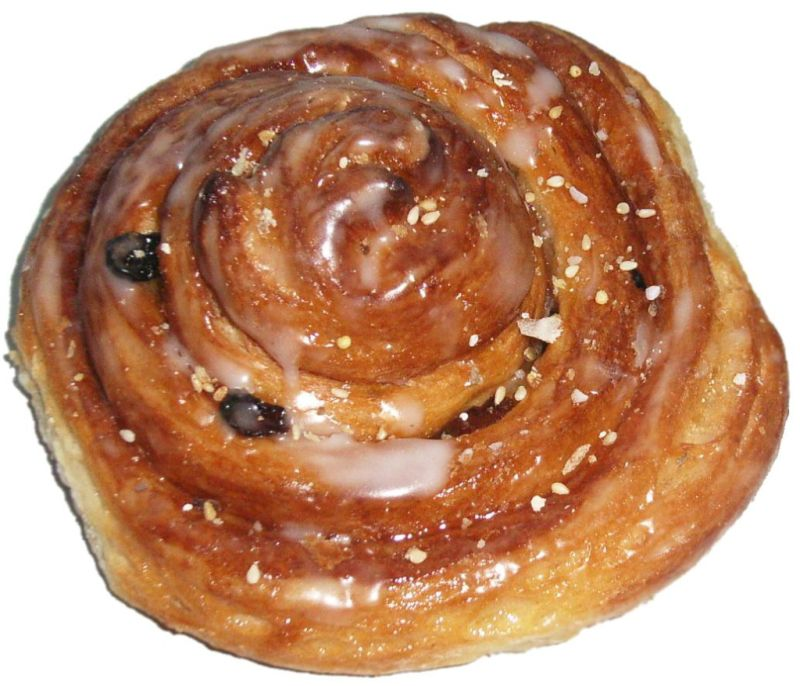
Rosinenschnecke

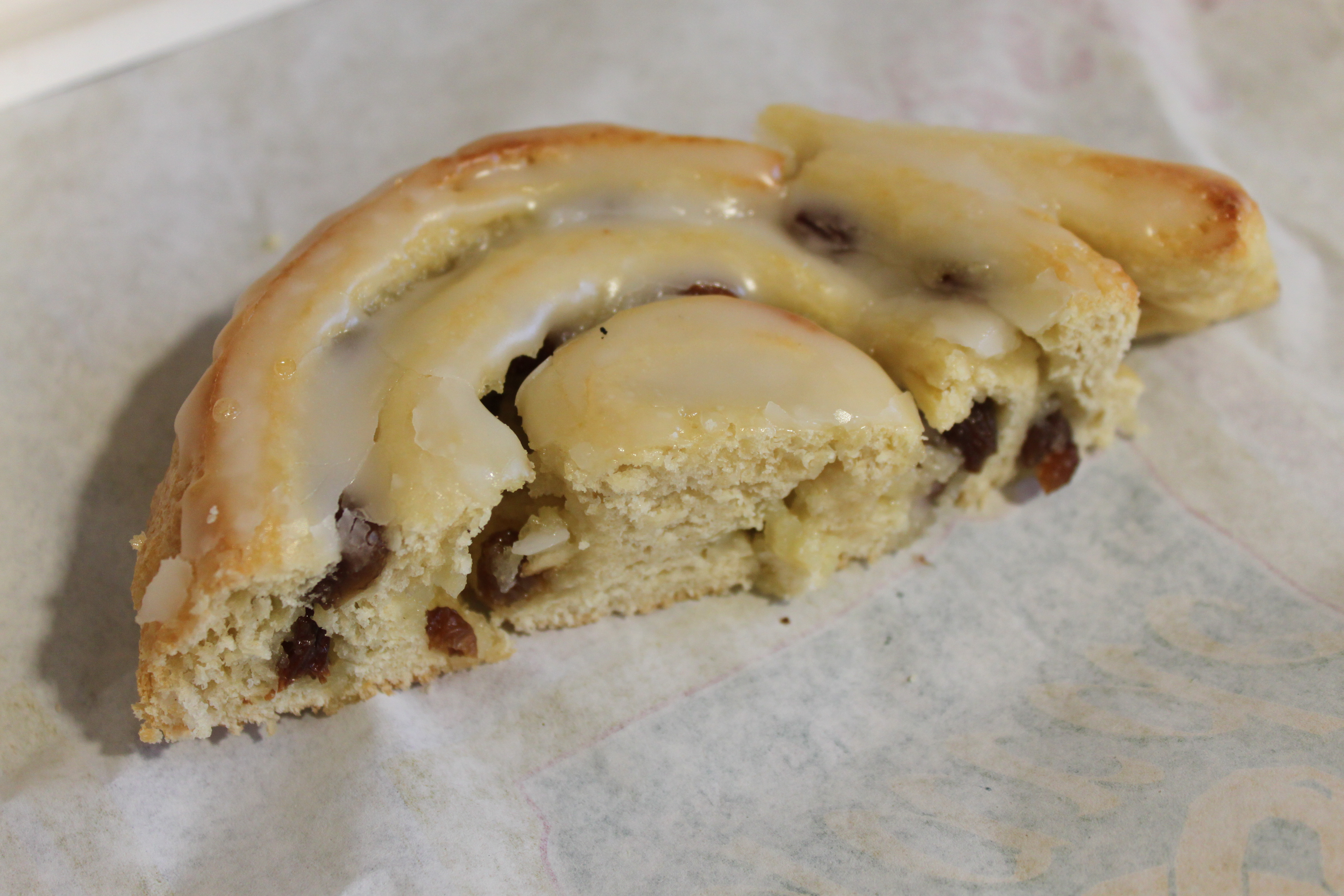
Rosinenschnecke im Querschnitt

Schnecken sind vor allem in Deutschland und Österreich ein bekanntes Gebäck, das schneckenhausförmig gewickelt ist. Schnecken werden mit süßen oder herzhaften Füllungen bzw. süßen oder herzhaften Auflagen hergestellt. In Salzburg heißen die gefüllten Schneckennudeln aus Germteig auch Rohrnudeln.
In manchen Gegenden wird das Gebäck Schneckennudel genannt, oder Rollkuchen. Die Bezeichnung ist auf die Ähnlichkeit des fertigen Backstücks mit einem Schneckenhaus zurückzuführen. Grundsubstanz ist ein Plunder-, Hefe- oder süßer Hefefeinteig. Nach dem Ausrollen wird der Teig gewöhnlich mit unterschiedlichen Füllungen versehen und aufgerollt (gewickelt), danach in Scheiben geschnitten, ggf. mit einer Auflage belegt und gebacken. Nach dem Backen werden die Schnecken je nach Produkt ggf. aprikotiert und glasiert. Aufgerollt werden Schnecken entweder von einem zum andern Ende oder von beiden Enden zur Mitte hin, wodurch eine Doppelschnecke entsteht.

## Süße Schnecken

### Ofengebacken
Verbreitete und typische Varianten sind Schnecken aus Hefeteig mit Marzipan- oder Persipan-Füllung und Rosinen (Rosinenschnecke), Nussmasse (Nussschnecke) oder Zimt (Zimtschnecke). Je nach geschmacksbestimmendem Zusatz sind zudem auch Mohnschnecken, Quarkschnecken, Puddingschnecken oder in einfacherer Form Streuselschnecken und Zuckerschnecken mögliche Varianten. Im Salzburger Pinzgau und im Tiroler Bezirk Kitzbühel werden die  Rohrnudeln oder Schneck(e)nnudeln (auch: Schnecknnidai) mit eingekochten Beeren oder Pflaumenmus (Powidl) gefüllt und ausgebacken.
In Ungarn und angrenzenden Ländern gibt es auch eine mit Schokolade gefüllte Schnecke.

### Schmalzgebacken
Eine Abwandlung ist die Berliner-Apfel-Schnecke (auch Apfel-Berliner genannt), die in Fett ausgebacken wird.

## Herzhafte Schnecken
Für die herzhaften Schnecken wird meist Plunderteig verwendet oder Hefefeinteig, der zuckerarm oder zuckerfrei ist. Hefefeingebäcke sind meist aus hellem Weizenmehl, manche auch aus Vollkornmehl oder mit Roggenanteil. Für diese Varianten werden Füllungen oder Auflagen mit Schinken, Lachs, Käse oder Gemüse verwendet.